# Osterholzer Heerstraße

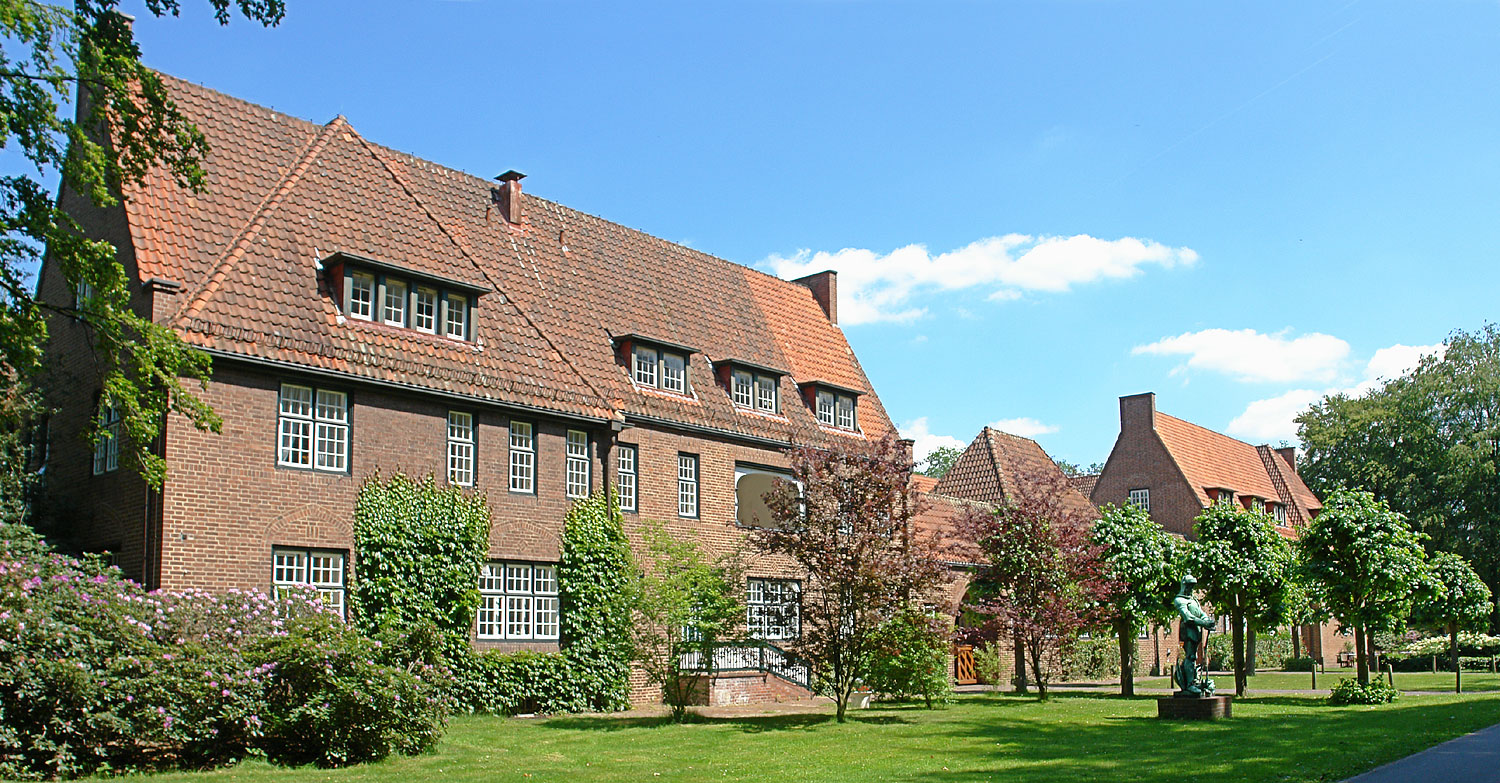
Egestorff-Stiftung

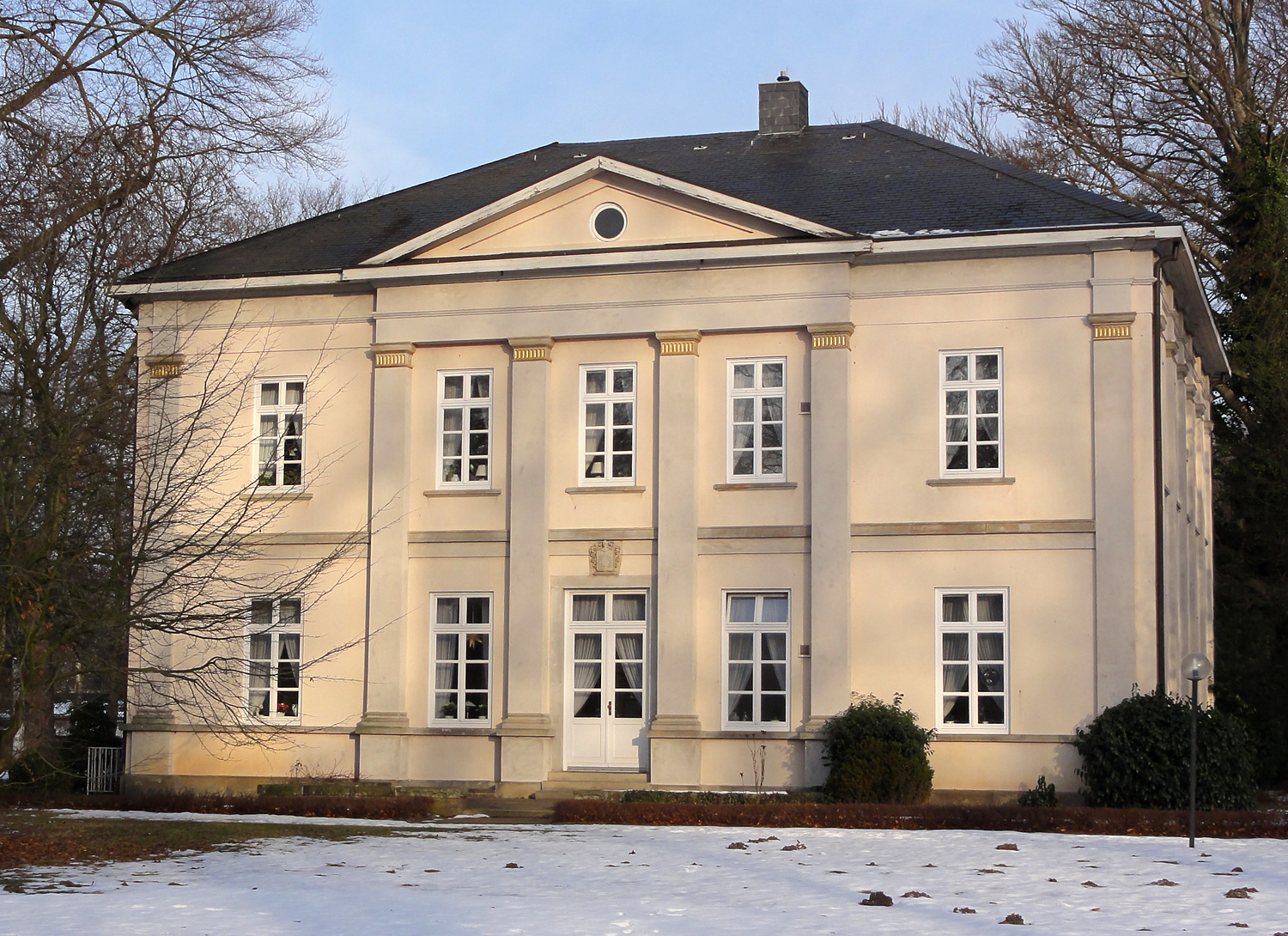
Herrenhaus mit Wappen Oelrichs

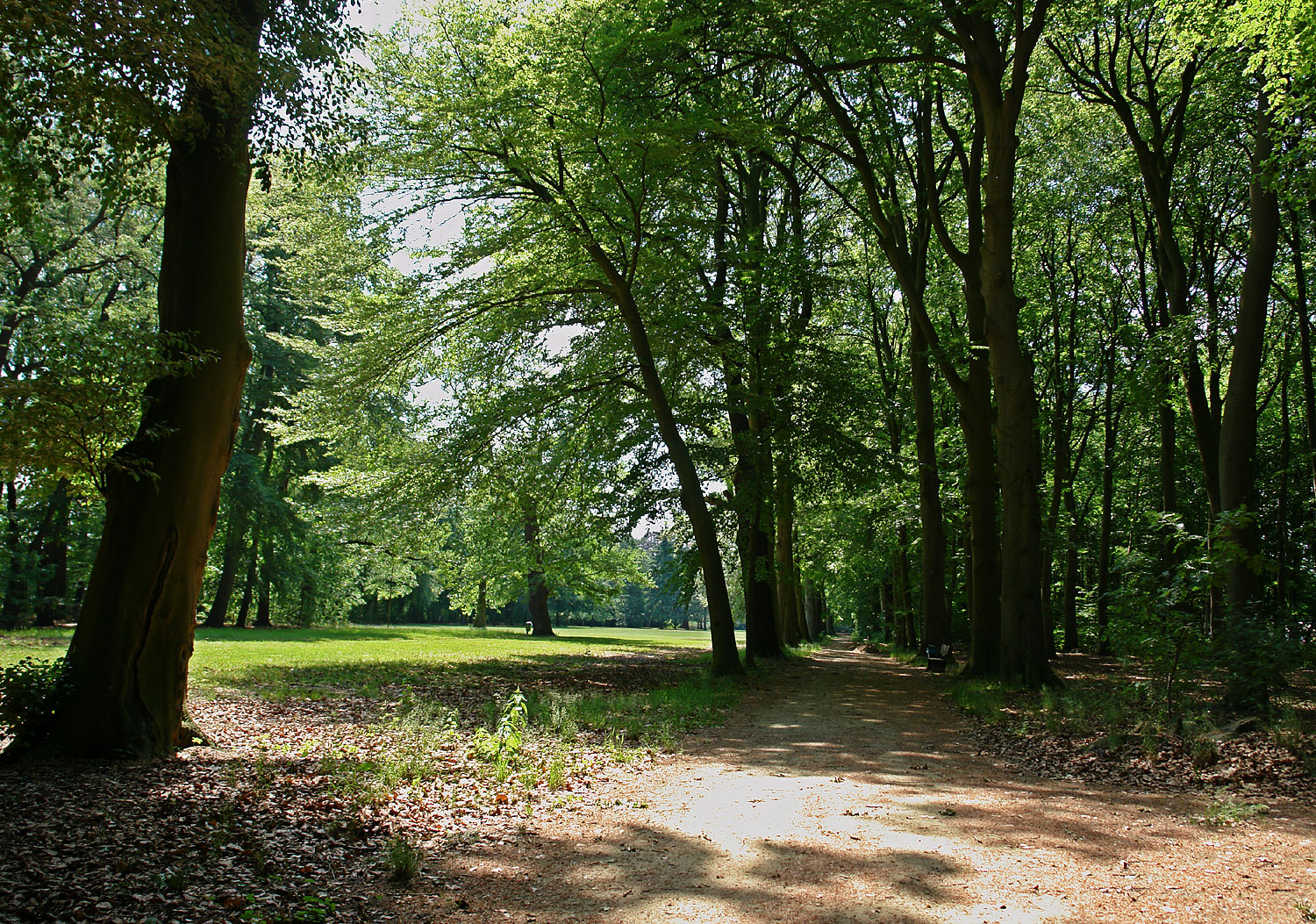
Eichenallee zum Herrenhaus Oelrichs

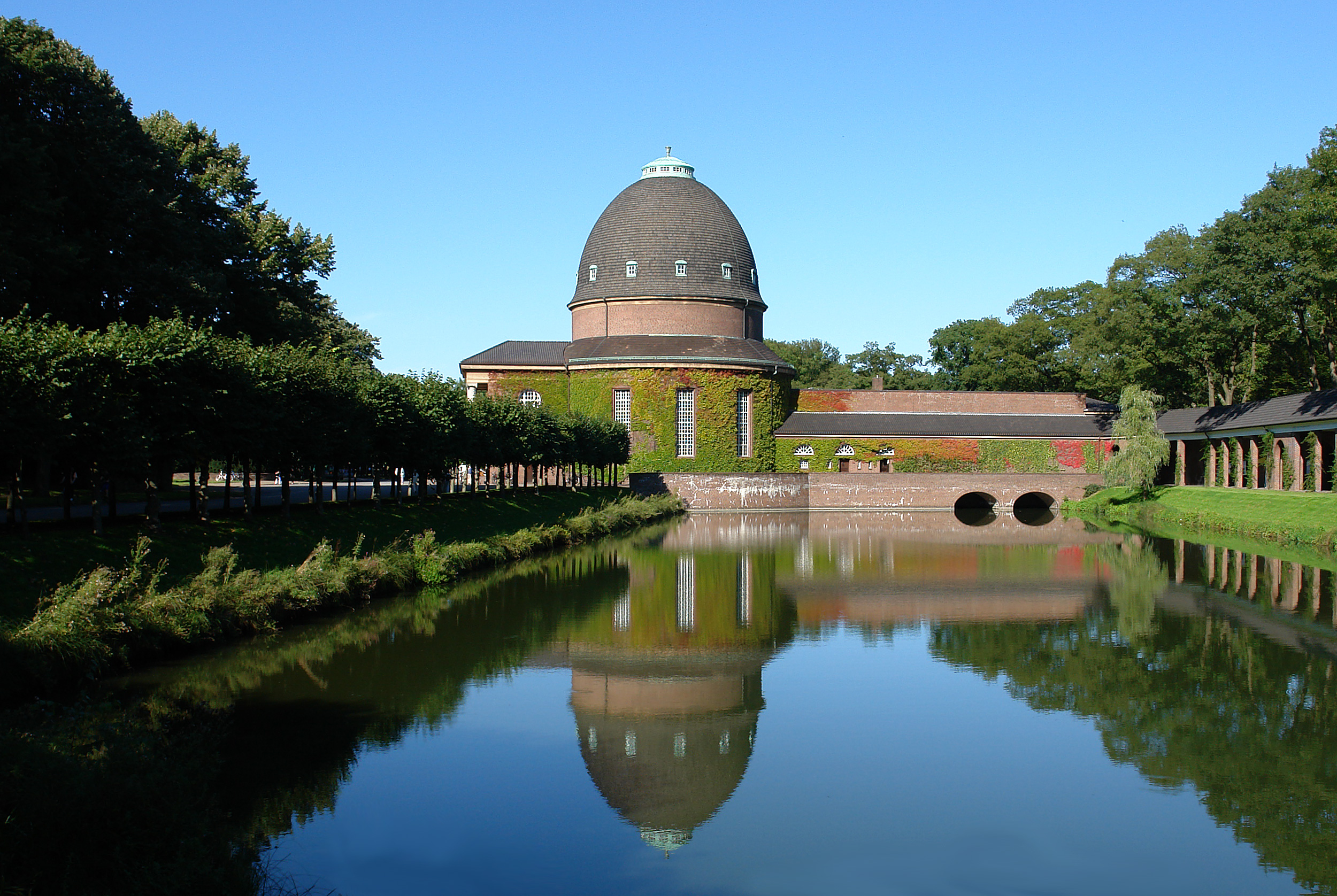
Osterholzer Friedhof mit Kapelle

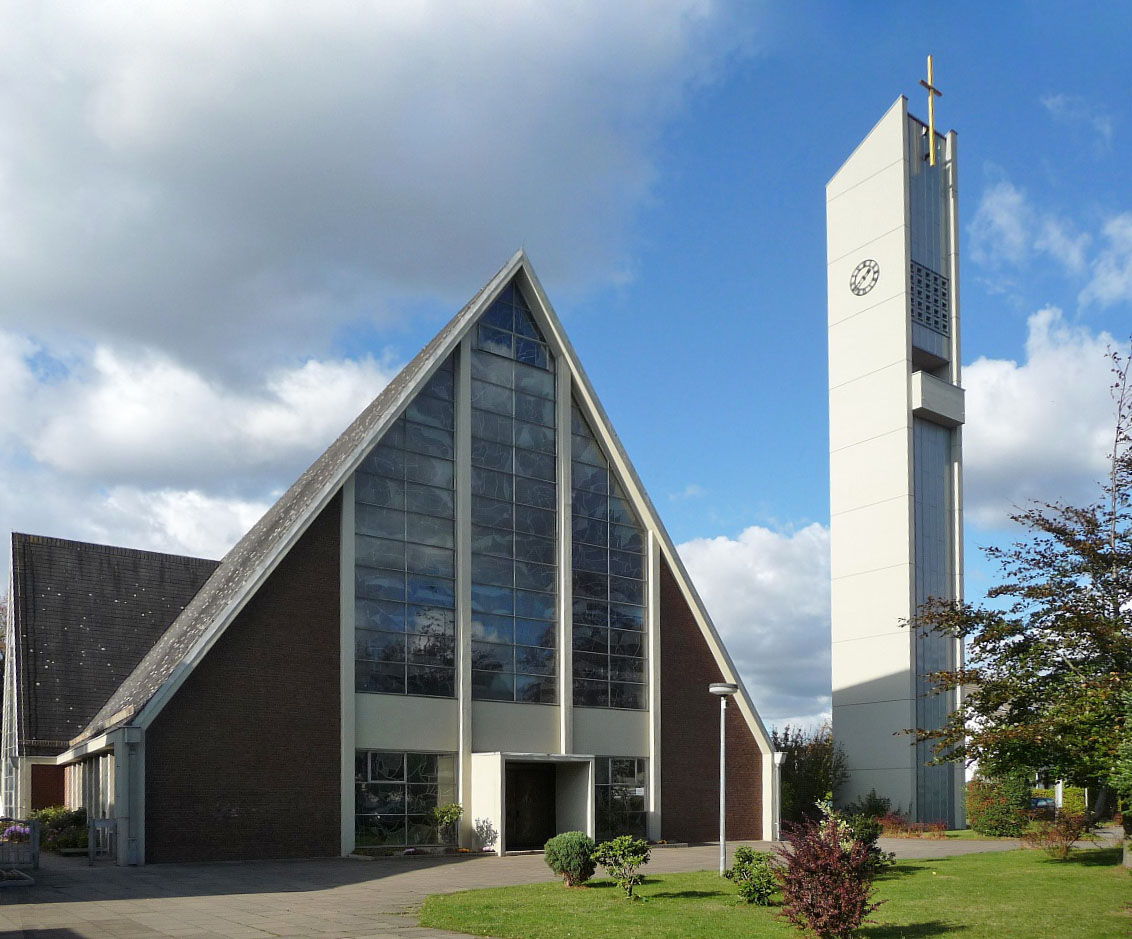
Melanchthonkirche

Die Osterholzer Heerstraße ist eine historische Straße in West-Ost-Richtung in Bremen im Stadtteil Osterholz. Sie führt von der Sebaldsbrücker Heerstraße bis zum Oyterdamm an der Autobahnauffahrt Bremen-Sebaldsbrück der A 27.
Sie gliedert sich in die Teilbereiche:
- Sebaldsbrücker Heerstraße bis zur Osterholzer Landstraße und
- Osterholzer Landstraße bis zur Autobahn A 27.

Die Querstraßen wurden u. a. benannt als Kämenadenweg und An der Kämenade nach der Bauernfamilie Kämena, Osterholzer Landstraße nach dem Stadtteil, Zu Kropps Boren nach kleinen Hofstellen (Boren), Stumpesweg nach dem Landgut der alten Familie Stumpe, Zu Aumunds Hof nach einer alten (17. Jh.) Hofstelle der Familie Aumund, Zu Wendts Hof nach dem alten Hof der Familie Wendt, Zu Lachmunds Hof und Lachmundsdamm nach einer sehr alten (17. Jh.) Hofstelle der Familie Lachmund, Am Sachsenbrunnen nach Funden aus der Sachsenzeit, Ehlersdamm (seit 1953, vorher Mahndorfer Landstraße) nach dem Hof des Kaufmanns Heinrich Gottlieb Ehlers, Osterholzer Möhlendamm nach einer Windmühle von 1837, Am Hahnenkamp nach einer Flurbezeichnung, Heiligenbergstraße nach einem Ortsteil von Bruchhausen-Vilsen, Hans-Bredow-Straße nach dem Rundfunkpionier Hans Bredow (1879–1959); ansonsten siehe beim Link zu den Straßen.
Die Osterholzer Heerstraße ist mit 3300 Meter Länge in Bremen einer der längsten Straßen.

## Geschichte

### Name
Die Osterholzer Heerstraße wurde benannt nach dem Stadtteil Osterholz, 1181 als Osterholt(e) zuerst urkundlich erwähnt, 1246 als Hosterholte. Der Name deutet auf Waldbestände hin. In Bremen und Umzu wurden viele Heerstraßen nach 1800 gebaut oder Chausseen als Heerstraßen benannt (siehe Bremer Straßen).

### Entwicklung
Osterholz war als Dorf aus dem 12. Jahrhundert bekannt. 1181 schloss der Erzbischof von Bremen einen Vertrag mit holländischen Siedlern über die Siedlung in den Gebieten „Overnigelant, Rockwinkil, Osterholt et Vurhult“.
Es gab vor 1350 den stattlichen Hof Kämena mit rund 60 Hektar Land. Hier befindet sich heute der Osterholzer Friedhof von 1920.
Der Ort gehörte 1426 zum Goh des Hollerlandes und war bis 1936 im Kirchspiel Oberneuland. Im 14. Jahrhundert besaß die Familie des Bürgermeisters von Daniel von Büren ein Gut an der Osterholzer Heerstraße in Tenever.
1812 wurde die Osterholzer Heerstraße unter Napoleon als Militärstraße gepflastert und ausgebaut. Der deutsche Ingenieurkapitän Carl Ludwig Murtfeldt begleitete dabei den Bau der Chaussee.

Sie und die Osterholzer Landstraße waren die ersten gepflasterten Straßen und die Hauptstraßen der Landgemeinde mit 443 Einwohnern (1812).

Bis zur Mitte des 19. Jahrhunderts wurde die Straße noch durch die Bauernhöfe und die Landgüter geprägt, wie der von der Familie des Bürgermeisters Georg Gröning (seit 1815) bei der Hans-Bredow-Straße. Das älteste Fachwerkgebäude stammt von 1755, der Hof gehörte der Familie Lachmund.
Auf der Bauernstelle von Johann Kropp wurde nach 1882 ein kleiner Park angelegt und eine Gutsanlage gebaut: Heute Sitz des Ortsamtes Osterholz. Von 1907 (Geländeankauf) bis 1916 wurde der erste Abschnitt des Osterholzer Friedhofs fertiggestellt; nach seinem Ausbau zwischen 1947 und 1969 umfasst er 79,5 ha und ist damit Bremens größter Friedhof.

1922 erwarb die Domgemeinde für die Einrichtung des Waisenhauses St. Petri der Stiftung St. Petri Waisenhaus von 1692 in Bremen ein Gelände.
1934 wurde die Osterholzer Heerstraße von der Osterholzer Landstraße bis zur Stadtgrenze auf rund acht Meter Fahrbahnbreite verbreitert und auf halber Fahrbahnbreite neu gepflastert. Nur zwei Jahre später wurde sie von der Mahndorfer Landstraße (heute Ehlersdamm) bis zur Stadtgrenze nochmals verbreitert, dort erhielt sie neun Meter Fahrbahnbreite und zusätzlich auf beiden Seiten Radwege. Dafür musste die hundert Jahre alte Baumreihe südlich der Straße gefällt werden. Die Straße wurde zum Zubringer für die Autobahn, die seit 1936 Hamburg und Oyten verbindet und 1937 nach Bremen-Burgdamm verlängert wurde.

### Nahverkehr
Als Straßenbahn Bremen verkehrte auf der Osterholzer Heerstraße von 1920 bis 1952 die Linie 12 von Sebaldsbrück zum Osterholzer Friedhof, von 1926 bis 1939 sogar bis zur Osterholzer Landstraße. (Details siehe Sebaldsbrücker Heerstraße #Verkehr).
Seit 2012 kreuzt die Linie 1 (Huchting – Bf Mahndorf) die Straße an der Otto-Brenner-Allee/Hans-Bredow Straße.
Im Nahverkehr in Bremen verkehren auf der Osterholzer Heerstraße die Buslinien 33 und 34 (Sebaldsbrück – Osterholzer Heerstraße – Osterholzer Landstraße – Oberneuland – Horn) und 37 (Sebaldsbrück – Osterholzer Heerstraße – Lachmundsdamm – Osterholzer Möhlendamm – Osterholzer Heerstraße – Heiligendammstraße – Bf Mahndorf).
In das Umland fahren die Buslinien 730 und 740 (Verden (Aller)).

## Gebäude und Anlagen
An der Straße befinden sich ein- bis dreigeschossige Gebäude, die zumeist Wohnhäuser sind und in den zentralen Bereichen Geschäftshäuser. Im östlichen Bereich befinden sich eine Reihe von Gewerbebetrieben.
Baudenkmale
- Nr. 32: Osterholzer Friedhof von 1916/25 nach Plänen von Gartenarchitekt Paul Freye und Architekt Franz Seeck (beide Berlin) sowie von 1947 bis 1969 nach Plänen von Gartenbaudirektor Erich Ahlers; betrieben vom Umweltbetrieb Bremen[4]
- Nr. 192: Egestorff-Stiftung, ehemals Landgut von Büren (1323 bis 1755 im Besitz der Ratsfamilie von Büren) und Landgut Oelrichs (1755 bis 1892 im Besitz der Bremischen Rats- und Kaufmannsfamilie Oelrich)
  - 2-gesch. klassizistisches Herrenhaus Oelrichs von um 1857
  - 2-gesch. Altenheim von 1909 bis 1912 nach Plänen von Werner Heyberger und Georg Karl Rohde
  - Landschaftspark von um 1840

Weitere Gebäude
- Nr. 31: 1-gesch. Walmdachhaus mit einem Cafe
- Ecke Elisabeth-Selbert-Straße: 2-gesch. Wohn- und Geschäftshäuser mit u. a. Sitz des Arbeiter-Samariter-Bundes
- Nr. 69–71: 3-gesch. Bürohaus der Agentur für Arbeit, Geschäftsstelle Bremen-Ost mit Jobcenter[5]
- Nr. 73: 3-gesch. Seniorenresidenz Haus Holter Fleet
- Nr. 75: 2-gesch. Walmdachhaus der Feuerwache 3 der Feuerwehr Bremen, sowie im hinteren Teil des Grundstückes der THW-Ortsverband Bremen-Ost.
- Nr. 99: 1-gesch. Haus mit Mansarddach aus den 1920/30er Jahren (MSB-Maritime Survey Bureau)
- Nr. 100: 1- und 2-gesch. Bürohäuser des Ortsamtes Osterholz[6] und des  Polizeireviers Osterholz[7] der Polizei Bremen die Kita Schwedenhaus befindet sich auf dem Gelände.
- Nr. 124: 2-gesch. Haus der evangelischen Melanchthon Gemeinde, dahinter die Kirche von 1968 an der Armsener Straße
- Nr. 131: 2-gesch. Wohn- und Geschäftshaus
- Nr. 136: Kino Urania von 1950 bis 1963 mit 280 Plätze
- Nr. 158/160: American Football Platz (Stadion) der Bremen Firebirds
- Nr. 160: 2-gesch. Schule Osterholz, Grundschule, Gebäude von 1852, 1914 und nach 1990
- Nr. 167: 2-gesch. Postfiliale
- Nr. 170: 2-gesch. Wohnhaus mit Walmdach von ?
- Nr. 192: Egestorff-Stiftung, siehe oben
- Nr. 194: 1- bis 2-gesch. Zentrum der Behindertenhilfe Conpart und der Spastikerhilfe Bremen
- Nr. ab 203 bis 223: Gewerbebauten

Denkmale, Gedenktafeln
- Kunsthandwerker-Brunnen vermutlich nach 1865 von Diedrich Samuel Kropp, seit 1961 auf dem Osterholzer Friedhof.